# Червоний Хутір (станція метро)
50°24′32″ пн. ш. 30°41′40″ сх. д. / 50.40889° пн. ш. 30.69444° сх. д.
«Червоний Хутір» — 46-та станція Київського метрополітену, кінцева станція Сирецько-Печерській лінії, розташована після станції «Бориспільська». Відкрито 23 травня 2008 року. Назва — від найближчої історичної місцевості.

## Конструкція
Конструкція станції — колонна двопрогінна, мілкого закладення з двома береговими платформами.
Колійний розвиток: Станція з колійним розвитком — пошерстний з'їзд у кінці лінії.
Третя в київському метрополітені станція берегового типу, на зразок «Вирлиці» та «Дніпра». Зал станції має збільшену висоту. По центру між коліями проходить ряд колон та технічна платформа для маневрових машиністів. Станція має асиметричні платформи. Платформа меншої ширини — у напрямку центру. Платформа в напрямку з центру — більшої ширини і має ряд колон. Станція має два касові вестибюлі, сполучені з виходами в підземні переходи. Касові зали мають широкі панорамні вікна, які дозволяють оглядати весь пасажирський зал станції. Північний вестибюль закритий з 2008 року через низький пасажиропотік. Наземні вестибюлі відсутні.
На станції застосовано низку рішень для людей з фізичними вадами. Запобіжна лінія на краю платформи виконана з жовтої керамічної рельєфної плитки, що дозволяє краще орієнтуватися людям з вадами зору. На станції встановлено дев'ять ліфтів-підйомників з рівня платформи на рівень касового залу і з підземного переходу — на поверхню.

## Історія будівництва
Будівництво розпочалося у 2005 році після відкриття станції «Бориспільська». У квітні 2007 року київський міський голова Леонід Черновецький заявив, що будівництво станції має бути призупинено через можливий низький пасажиропотік, бо станція розташована на околиці міста, а «звірі на метро не їздять». Та згодом, коли на 25 травня 2008 року було призначено позачергові вибори міського голови, було вирішено відкрити її за два дні до виборів Відкрили станцію до Дня Києва 23 травня 2008 року..

## Розташування
Фактично, це єдина станція Київського метрополітену, розташована не в житловому масиві, а серед лісу. Поряд розташоване Харківське електродепо та кінцева зупинка кількох автобусів. Це забезпечує хоч малий, але стабільний пасажиропотік.

## Пасажиропотік
| Рік                           | 2009 | 2011 | 2012 | 2013 | 2014 | 2015 | 2016 | 2017 | 2018 |
| ----------------------------- | ---- | ---- | ---- | ---- | ---- | ---- | ---- | ---- | ---- |
| Пасажиропотік, тис. осіб/добу | 5,2  | 5,0  | 4,8  | 4,9  | 4,6  | 4,3  | 4,3  | 4,6  | 4,8  |

## Галерея

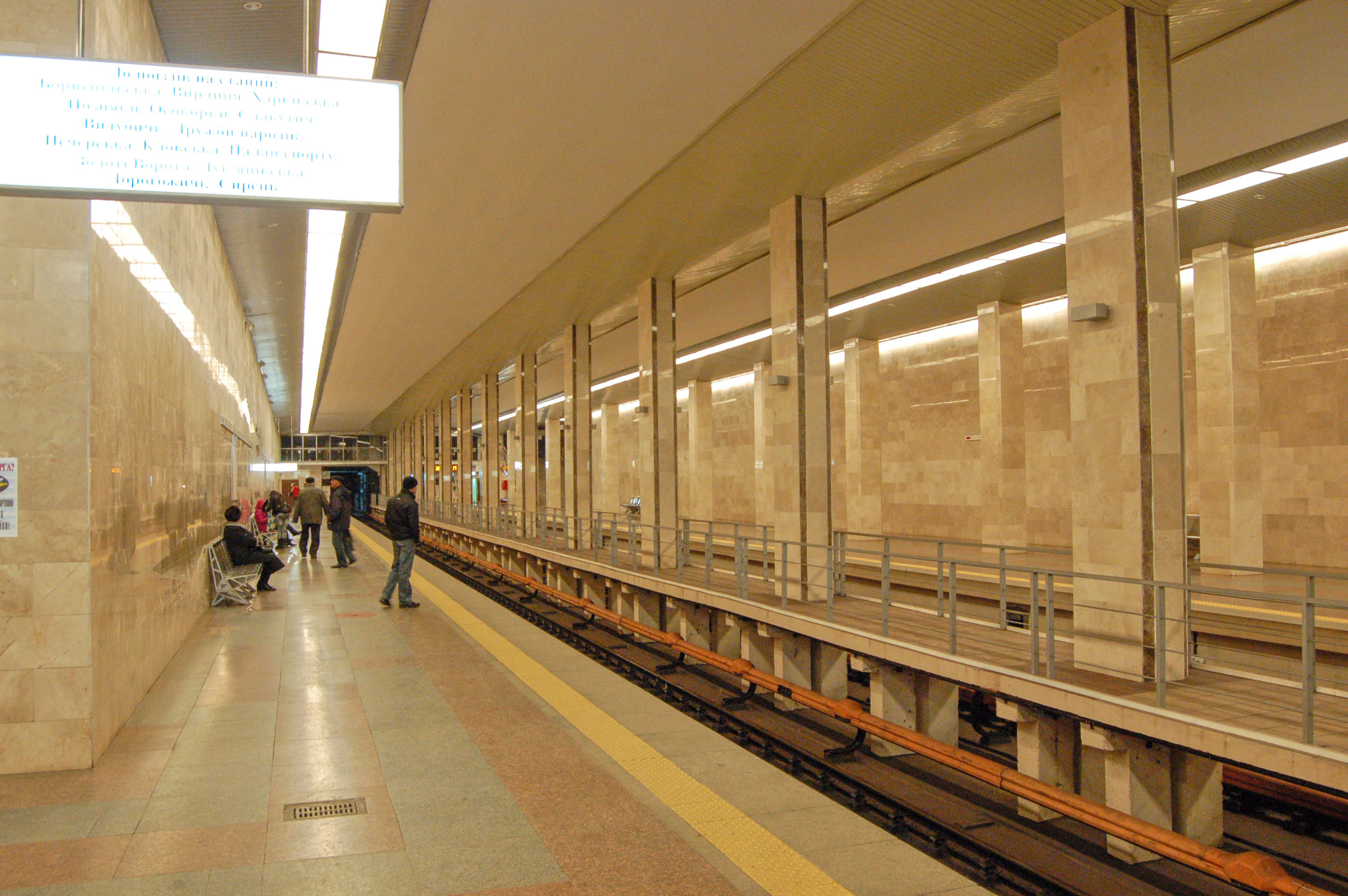
Платформа «до міста»
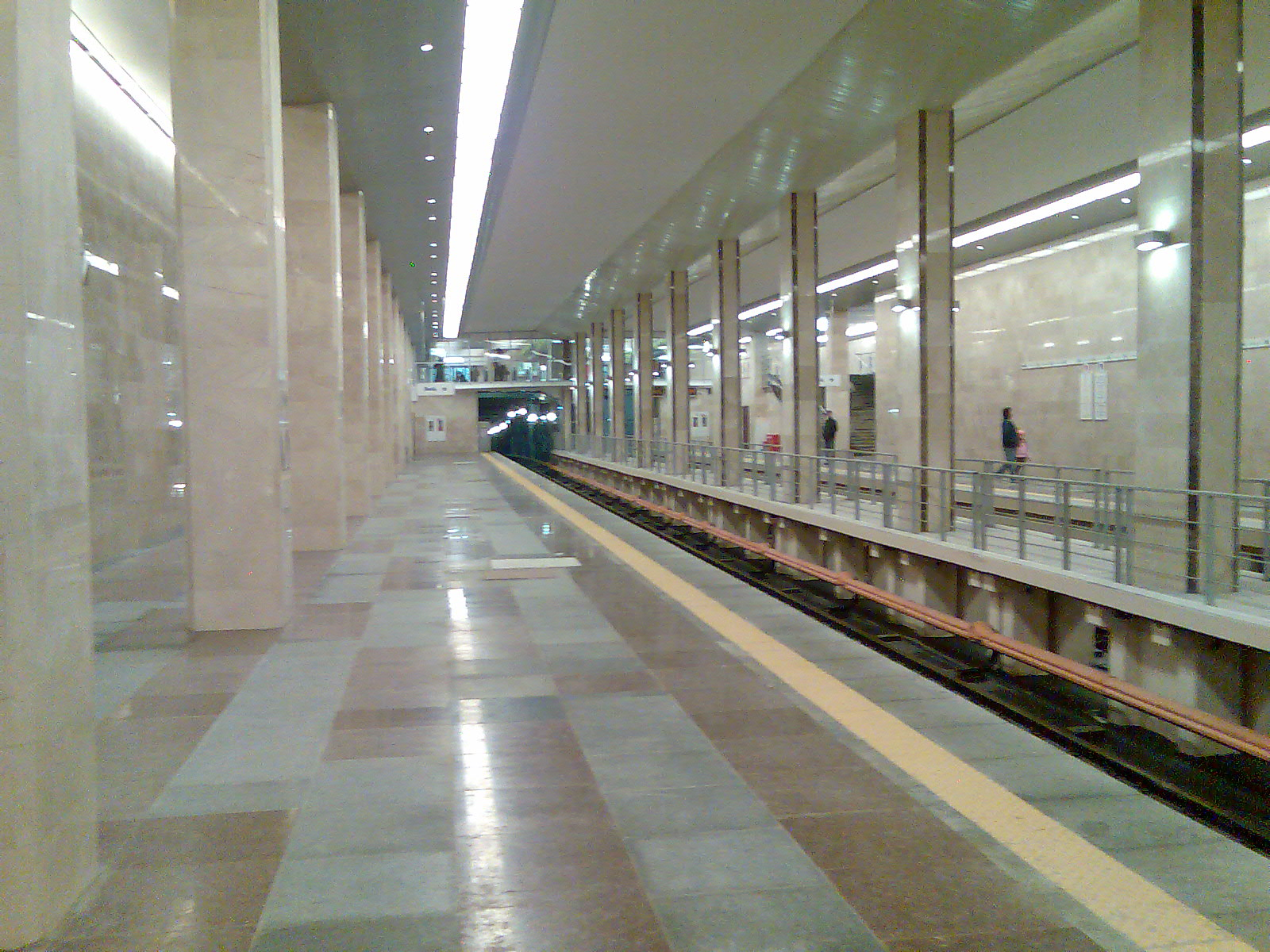
Платформа «з міста»
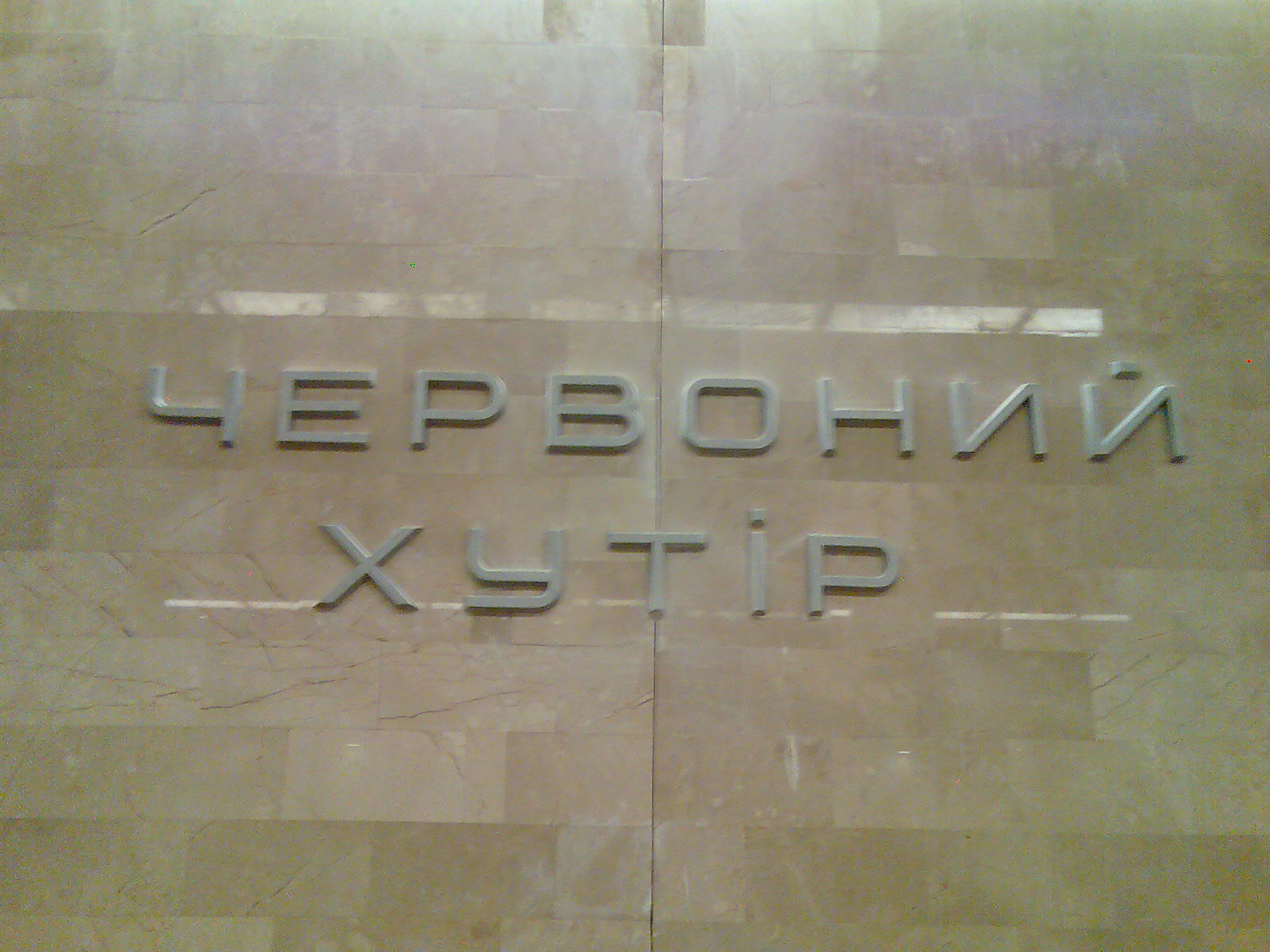
Назва на станційній стіні
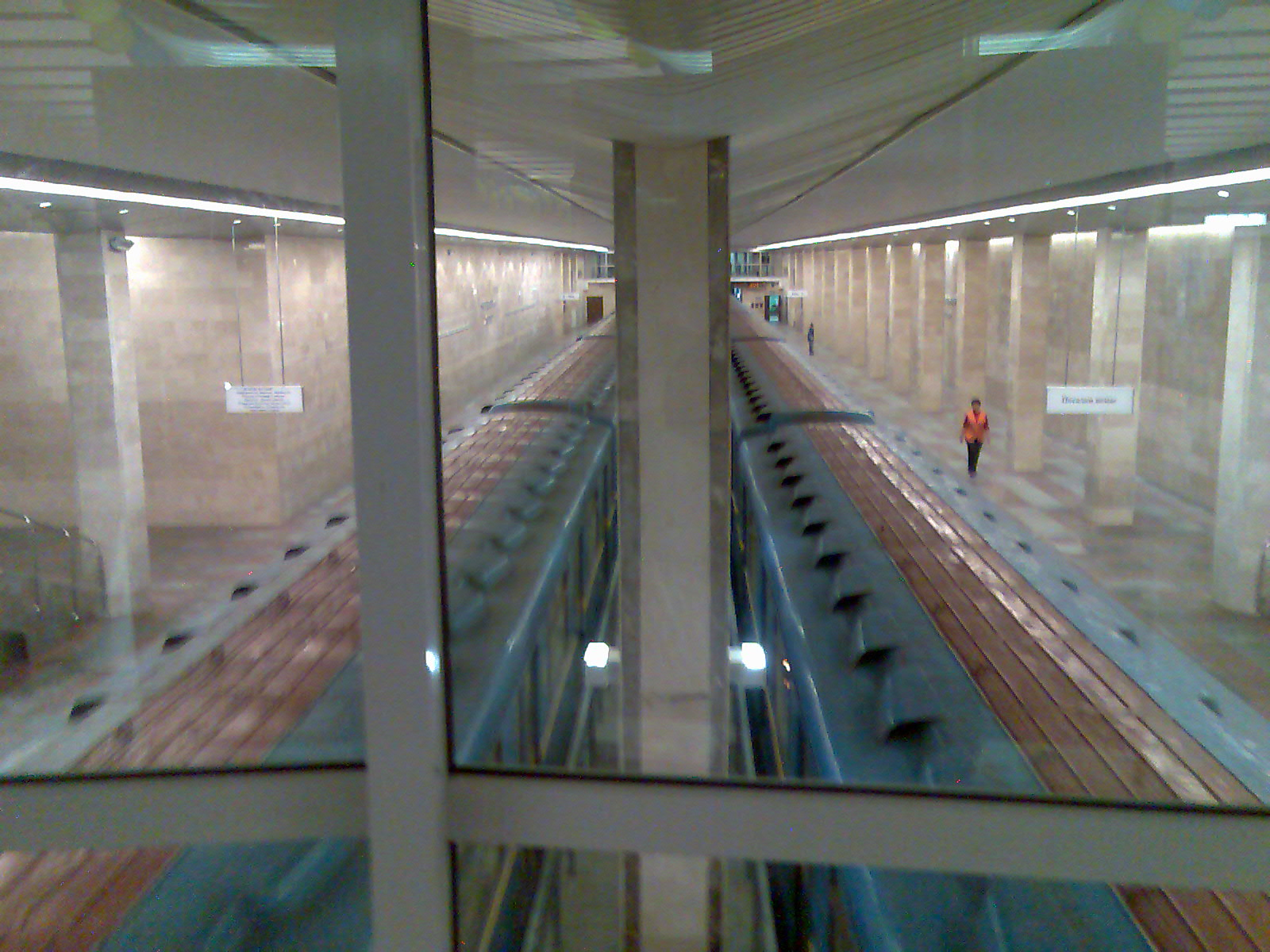
Потяги метро на станції
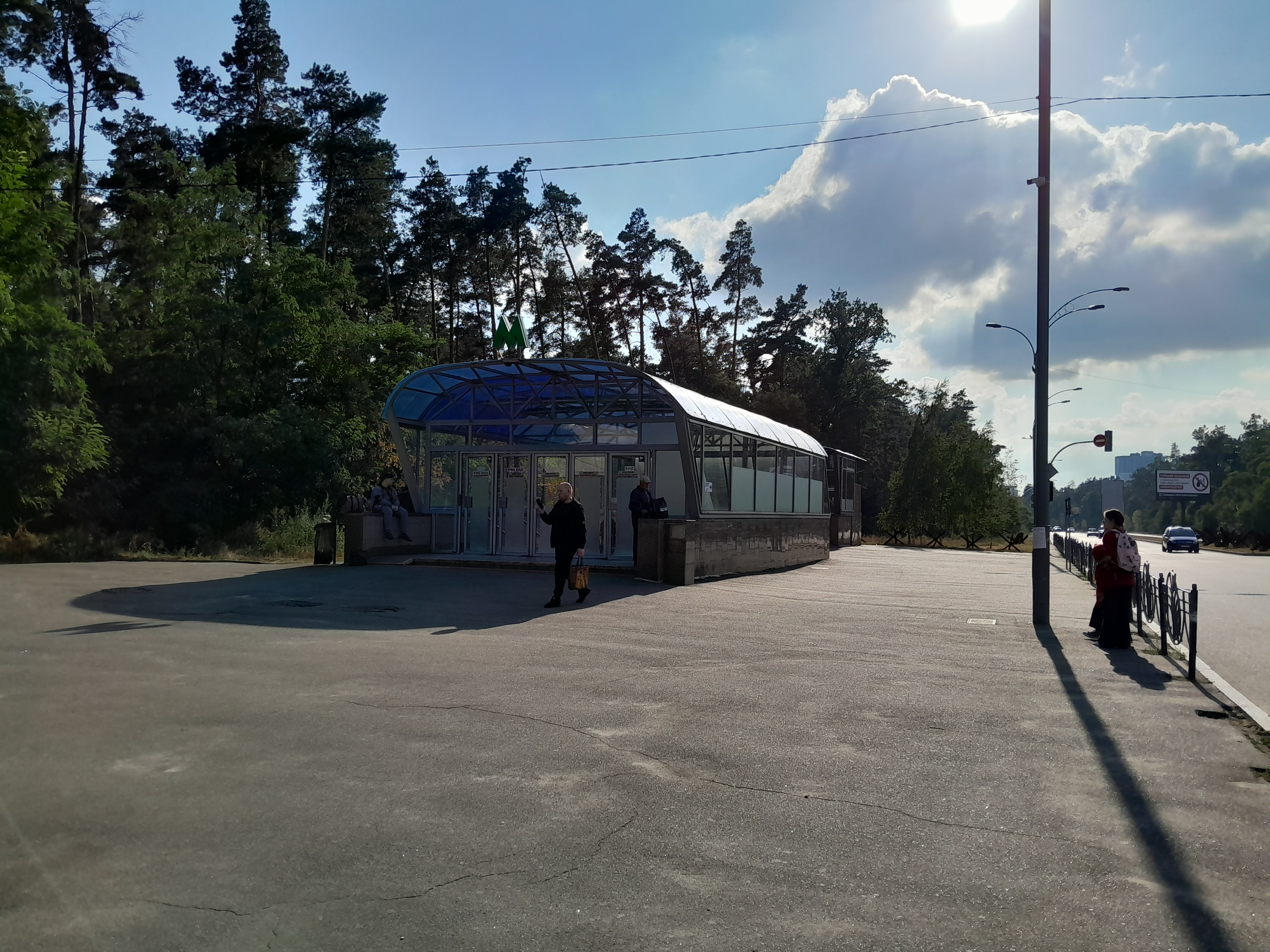
Вихід
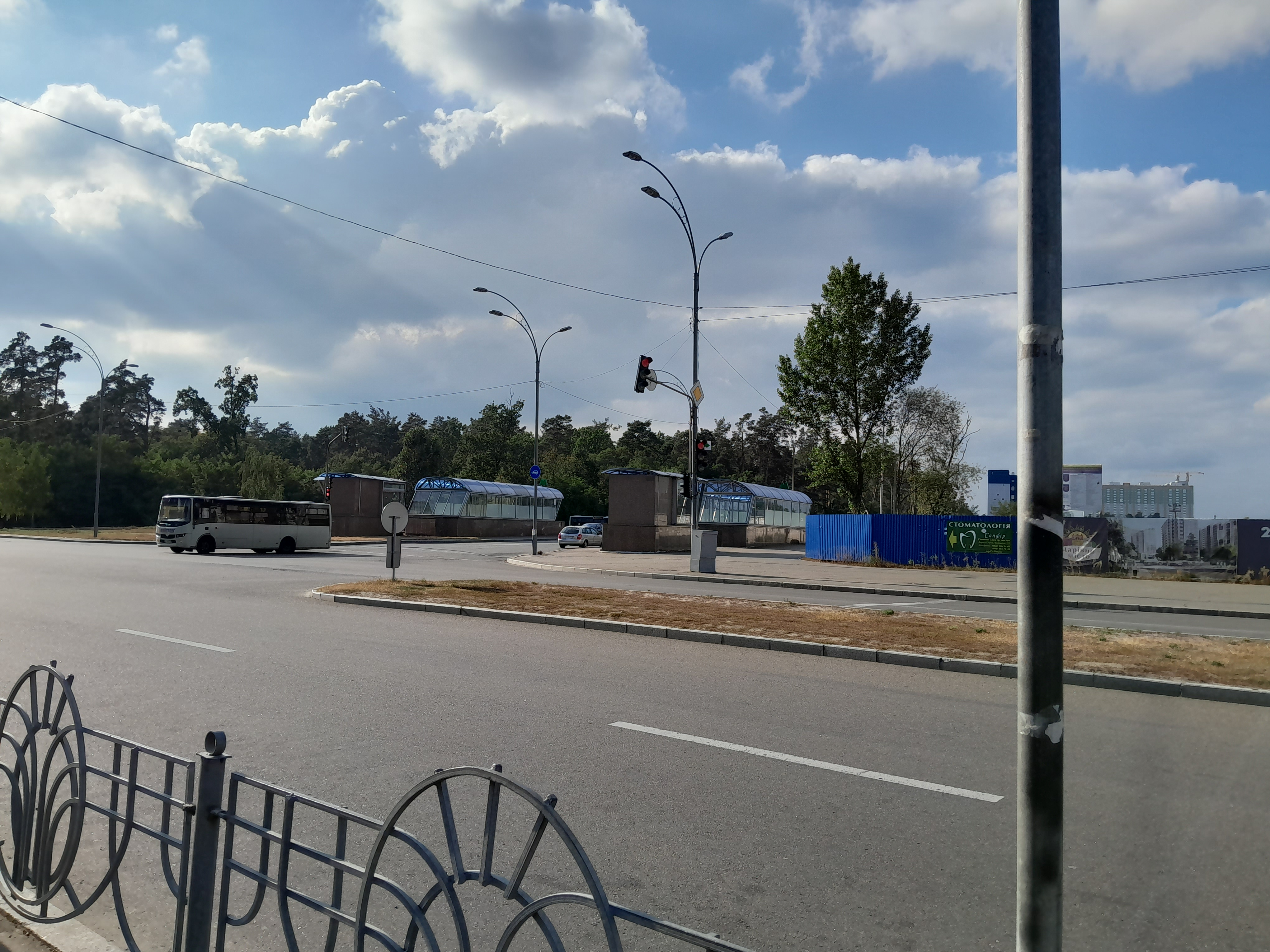
Виходи